# Adelaide Airport
Adelaide Airport (IATA: ADL, ICAO: YPAD) är Adelaide och South Australias största och Australiens femte mest trafikerade flygplats med 6,3 miljoner passagerare 2006/2007. Den ligger nära West Beach och cirka åtta kilometer från stadens centrum. 
Flygplatsen öppnade den 16 februari 1955, och ersatte då Parafield Airport, som fortfarande är i bruk.
Precis bredvid flygplatsen ligger ett Ikea-varuhus, öppnat april 2006.